# PPF (groupe financier)
Pour les articles homonymes, voir PPF.
PPF (První privatizační fond) est un groupe financier tchèque appartenant à Petr Kellner, placé en 89e position des plus grosses fortunes du monde en 2010 avec 7.6 milliards de dollars.
Le groupe est propriétaire de TV Nova, une chaîne de télévision privée en République Tchèque et de Česká Pojišťovna, la première compagnie d'assurance tchèque.